# Zygodon subrecurvifolius
Zygodon subrecurvifolius là một loài Rêu trong họ Orthotrichaceae. Loài này được Broth. miêu tả khoa học đầu tiên năm 1916.